# Никола Калоянов
Никола Калоянов Стойков е български общественик, кмет на Община Созопол (1971 – 1979).

## Биография
Никола Калоянов е роден на 15 юни 1934 г. в Айтос, област Бургас. Завършва Учителски институт в Бургас, след което продължава образованието си във Висшия институт за физическа култура ВИФ, днес Национална спортна академия. Първоначално работи като учител и директор на ОУ „Св. св. Кирил и Методий“ гр. Созопол, а от 3 март 1966 г. като общински секретар. В периода 1971 – 1979 г. е кмет на Созопол. Зам.-кмет на селищна система Созопол (1979 – 1981).

## Обществено-политическа дейност и постижения
По време на мандата на Никола Калоянов като кмет общината е обявена за национален първенец по чистота и благоустрояване. Осъществени са проекти, свързани с хигиенизирането и благоустройството на града като водоснабдяване и канализация, асфалтиране на улици в новия град, изграждане на културен дом и др. 
Почетен гражданин на Созопол. 